# مخطوطة برلين
مخطوطة برلين (المعروفة أيضًا باسم مخطوطة أخميم)، برقم قيد Papyrus Berolinensis 8502، هي مخطوطة قبطية من القرن الخامس الميلادي، اكتُشفت في أخميم بمصر. اشترى كارل راينهارت (Carl Reinhardt) المخطوطة في القاهرة، في يناير 1896 بعد اكتشافها ملفوفة بالريش في محراب في جدار في مدفن مسيحي. كانت عبارة عن بردية على شكل كتاب (سفر مخطوط)، يعود تاريخها لأوائل القرن الخامس (أو ربما أواخر القرن الرابع) وقد كُتبت باللهجة الصعيدية للغة القبطية، والتي كانت شائعة الاستخدام وقتها في مصر.
نُقلت لبرلين لجزيرة المتاحف، وقام كارل شميت بإخطار الأكاديمية البروسية الملكية للعلوم عنها في 16 يوليو 1896. قام شميدت بتحرير عمل بطرس [الإنجليزية] عام 1903، ولكن لم تترجم محتويات مخطوطة برلين الغنوصية بالكامل حتى عام 1955. ولم تلق اهتماما واسعا حتى سبعينيات القرن العشرين، مع زيادة اهتمام الجيل الجديد من علماء المسيحية المبكرة بدراسة المسيحية الغنوصية المبكرة في مخطوطات نجع حمادي المكتشفة عام 1945.
«مخطوطة برلين» عبارة عن سفر قبطي من رزمة واحدة مُجلد بألواح خشبية مُغطاة بجلد لا يشبه الجلد المدبوغ، ولا يشبه البرشمان أو جلد الشبة (المُغطى بالشب لتنعيمه وتبييضه).
أربعة نصوص مجلدة معًا في مخطوطة برلين. كلها ترجمات قبطية لنصوص يونانية. أول هذه النصوص في قسمين، هو أجزاء من إنجيل مريم، وهو المخطوطة المصدرية الأساسية. وبالرغم من أن الصفحات الباقية محفوظة جيدًا، إلا أن النص غير كامل ويتضح مما وجد أن إنجيل مريم احتوى على تسع عشرة صفحة، وبافتراض أن مخطوطة برلين تبدأ به؛ نجد أن الصفحات 1-6 و11-14 مفقودة تمامًا.
تحتوي المخطوطة أيضًا على أبوكريفون يوحنا، وحكمة يسوع المسيح [الإنجليزية]، وخلاصة عمل بطرس [الإنجليزية]. غالبًا ما تناقش هذه النصوص جنبًا إلى جنب مع نصوص نجع حمادي.

## طبعات
- Die alten Petrusakten. im Zusammenhang der apokryphen Apostellitteratur nebst einem neuentdeckten Fragment, untersucht von Carl Schmidt, Hinrichs, Leipzig 1903. In: Texte und Untersuchungen zur Geschichte der altchristlichen Literatur. herausgegeben von Oskar von Gebhardt und Adolf Harnack, Neue Folge Neunter Band, der ganzen Reihe XXIV Band. This German translation refers to the papyrus manuscript P 8502 in the Berliner Papyrussammlung.
- Tuckett، Christopher (2007). The Gospel of Mary. Oxford Early Christian Gospel Texts. Oxford: دار نشر جامعة أكسفورد. ISBN:978-0-19-921213-2.

## روابط خارجية
- محتويات مخطوطة برلين ملحقة بدراسة لمخطوطات نجع حمادي.